# 시스템 이관
시스템 이관(-移管) 또는 시스템 마이그레이션(system migration)은 명령어 집합이나 프로그램의 이관을 동반한다. 이를테면, PLC(프로그래머블 로직 컨트롤러) 프로그램들을 한 플랫폼에서 다른 플랫폼으로 이관하면서 리엔지니어링을 최소화한다.
시스템 이관은 오래된 시스템을 새로운 시스템으로 대체하는 동안 다운타임을 동반할 수 있다.
메인프레임 컴퓨터에서 클라우드 컴퓨팅 플랫폼과 같이 더 개방된 시스템으로 이관할 수도 있다. 이는 비용 절약적인 측면에서 수행된다.
마이그레이션은 하드웨어를 더 이상 이용하지 못할 때에 필요할 수도 있다.

## 같이 보기
- 데이터 이관